# Клод Мартен (веслувальник)
Клод Мартен (фр. Claude Martin, 6 лютого 1930 — 5 грудня 2017) — французький академічний веслувальник.
Срібний призер Олімпійських Ігор 1960 року в складі розпашної четвірки зі стерновим, учасник 1952 року.
Переможець Середземноморських ігор 1955 року в складі розпашної двійки зі стерновим.
Чемпіон Європи 1953 року в складі розпашної двійки зі стерновим, бронзовий призер 1955 року в складі розпашної двійки зі стерновим.